# Orthomorpha crucifera
Orthomorpha crucifera är en mångfotingart som först beskrevs av Pocock.  Orthomorpha crucifera ingår i släktet Orthomorpha och familjen orangeridubbelfotingar. Inga underarter finns listade i Catalogue of Life.